# Тупицький Олександр Миколайович
Олекса́ндр Микола́йович Тупицький (нар. 28 січня 1963, с. Білозір'я Черкаський район, Черкаська область, УРСР, СРСР) — український державний діяч, юрист, суддя. 12-й Голова Конституційного суду України (2019—2022). Кандидат наук з державного управління (2009).
З грудня 2021 року разом з дружиною знаходиться під візовими санкціями США у зв'язку зі «значними корупційними діями» та «отриманням грошового хабаря під час роботи в українській судовій системі».

## Життєпис
Після закінчення школи проходив строкову військову службу. Працював фрезерувальником на радіоприладному заводі Сміли та Черкаському заводі «Строммашина».
1988 — закінчив Харківський юридичний інститут за спеціальністю «Правознавство».
1988—1993 — стажист прокуратури Донецька, слідчий, старший слідчий прокуратури Куйбишевського району міста.
1993—2010 — суддя Куйбишевського суду Донецька, у 2002—2009 роках — голова цього суду. У цей період був членом кваліфікаційно-дисциплінарної комісії адвокатури Донецької області та членом Ради суддів Донецької області.
2006 — проходив навчання в США за програмою «Відкритий світ».
2010—2013 — суддя в Донецькому, Львівському, Дніпропетровському апеляційних господарських судах, голова Львівського та Дніпропетровського апеляційних господарських судів.
14 травня 2013 року призначений суддею Конституційного суду України (за квотою Президента України). Присягу склав 15 травня 2013 року.
У 2018—2019 роках був заступником Голови. 17 вересня 2019 року на спеціальному пленарному засіданні Конституційного суду України обраний Головою КСУ терміном на три роки.
29 жовтня 2020 року під головуванням Тупицького Конституційний суд України визнав неконституційною значну частину антикорупційної реформи в Україні, це рішення жорстко розкритикували українські та міжнародні політики, експерти та журналісти, розцінивши як наступ на боротьбу з корупцією в Україні. 7 листопада 2020 року активісти ГО «Центр протидії корупції» приїхали до його будинку у Василькові, зареєстрованого на тещу, і, після сутичок з поліцією, встановили біля паркану шибеницю.
Припинив повноваження судді Конституційного Суду України 15 травня 2022 року у зв’язку з закінченням строку повноважень.

## Відсторонення та поновлення на посаді
У грудні 2020 року президент Зеленський заявив, що Голова КСУ Тупицький не може лишатися на посаді та має піти у відставку.
29 грудня Зеленський підписав указ про відсторонення Тупицького на два місяці від посади судді Конституційного суду України, підставою для чого було клопотання Офісу Генерального прокурора. Наступного дня в КСУ заявили, що цим самим «Зеленський вийшов за межі конституційних повноважень, порушивши Конституцію». Офіс Президента України назвав цю заяву «юридично нікчемною», у Генеральній прокуратурі заявили, що президент відсторонив Тупицького згідно з вимогами законодавства, а позиція Конституційного суду України необґрунтована.
19 січня 2021 року працівники Управління державної охорони не пустили Тупицького до Конституційного суду України та його робочого кабінету, після чого він викликав поліцію і написав заяву про «перешкоджання виконанню ним службових обов'язків». 28 січня Тупицький подав позов до Окружного адміністративного суду міста Києва, вимагаючи «визнати протиправними дії Управління державної охорони» та зобов'язати УДО «утриматись від перешкоджання йому в доступу до території Конституційного суду». 8 лютого суд відмовив у забезпеченні позову, оскільки дійшов висновку про відсутність правових підстав для цього.
1 лютого Указ Зеленського про відсторонення Тупицького від посади було оскаржено у Верховному Суді України, проте 3 лютого Верховний суд ухвалив рішення про відмову у відкритті провадження.
26 лютого 2021 року Указом Президента України Тупицького було повторно відсторонено від посади судді Конституційного Суду на один місяць починаючи з 28 лютого 2021 року.
17 березня 2021 року КСУ мав зібратися на спеціальне пленарне засідання для розгляду питання про відсторонення Тупицького, але воно не відбулося через те, що самого Тупицького не пропустили до будівлі суду.
27 березня Зеленський підписав указ, яким скасував укази президента Януковича 2013 року про призначення суддями КСУ Олександра Тупицького та Олександра Касмініна. Таким чином, Тупицький як суддя КС та голова суду був позбавлений повноважень. Згодом Представник Президента України у КСУ Федір Веніславський пояснив, що таким чином вони також втратили статус судді (загальної юрисдикції) та право на довічне забезпечення як судді КСУ. Усім незгодним із рішенням Веніславський порадив звертатися до Верховного суду або до Конституційного суду України, оскільки тільки в них можна оскаржити указ президента.
8 квітня до Конституційного суду України надійшло конституційне подання групи із 49 народних депутатів щодо неконституційності указу Президента України про скасування указів про призначення Тупицького та Касмініна на посади суддів КСУ. У партії ЄС пояснили звернення до Конституційного суду України наміром не допустити «узурпації влади» Зеленським.
1 липня 2021 року Тупицький подав позов проти КСУ з вимогою відсудити понад 900 тис. грн суддівської зарплатні. У позові він вимагав визнати протиправною бездіяльність КСУ щодо невиплати зарплатні в період з 18 квітня по 28 серпня 2020 року.
16 серпня Офіс президента оскаржив відновлення Тупицького на посаді судді КСУ. Поновлення стало можливим після того, як Верховний суд скасував указ президента Зеленського про звільнення Тупицького.

## Розслідування

Країни, що ввели проти Тупицького санкції

У грудні 2020 року програма «Схеми» опублікувала запис розмови Тупицького про причетність до суддівського шахрайства та отримання хабарів, здійснений СБУ. Тупицький переконував свідка не давати свідчень правоохоронцям і говорив про бізнес-схеми, у яких він, ймовірно, задіяний.
Також було оприлюднено дані, що Тупицький купив і не задекларував землю в тимчасово окупованому РФ Криму, власником якої він став 2018 року за законами Росії, з РФ було отримано підтвердження. Тупицький пояснив це тим, що «не знає як» задекларувати її, аргументуючи це російською окупацією Криму.
19 січня 2021 року ДБР повідомило Тупицькому про підозру у злочинах за ч.2 ст.384, ст.386 ККУ (завідомо неправдиві показання, поєднані зі штучним створенням доказів захисту, підкуп свідка з метою відмови від дачі показань).
1 березня ДБР порушило проти Тупицького кримінальну справу про самоправство.
26 березня Голова НАЗК Олександр Новіков склав протокол щодо Тупицького, оскільки той скасував засідання КСУ, на якому мали розглядати звернення Державного бюро розслідувань про вчинення ним проступку. Протокол складено за фактом «неповідомлення про наявність реального конфлікту інтересів». Заступник голови КСУ Сергій Головатий скликав пленарне засідання суду, але Тупицький, за твердженням НАЗК, «незаконно видав розпорядження, яким скасував раніше видане розпорядження».
У липні ДБР повідомило, що перевіряє Тупицького на причетність до ще двох кримінальних правопорушень — зокрема, щодо можливого самовільного присвоєння владних повноважень та втручання в автоматизований розподіл судових справ. Розслідування відбувається за заявою представника президента у Конституційному суді Веніславського.
8 листопада 2021 року ДБР направили до суду справу у звинуваченні Тупицького в несанкціонованому втручанні в роботу автоматизованої системи «Клієнт Казначейства — Казначейство». За даними слідчих, головний бухгалтер КСУ протягом 29.12.2020-9.02.2021 незаконно підписала 207 документів від імені Тупицького, а також підписала електронні платіжні доручення на виплату винагороди судді, заробітної плати співробітникам Секретаріату КСУ разом із преміями, допомогою, надбавками та іншими виплатами.
9 грудня Мінфін США вніс Тупицького разом із колишнім заступником глави Адміністрації президента Януковича Андрієм Портновим до списку санкцій, звинувативши його у використанні впливу для ухвалення замовних рішень у судах та підриві реформування судової системи.
23 серпня 2022 року Тупицького було оголошено в розшук.

## Скандали та критика
10 січня 2021 видання «Цензор.нет» опублікувало репортаж про відпочинок Тупицького на королівській віллі в Дубаї, вартість добової оренди якої становить понад 300 тис. грн.
12 січня у Конституційному суді України підтвердили, що Тупицький із дружиною і сином перебували у відпустці в ОАЕ, але заявили, що вартість відпочинку є нижчою. Апарат суду також повідомив, що сума доходу Тупицького за 2020 рік склала 3,71 млн грн.

## Науковий ступінь
- Кандидат наук з державного управління (2009)[49]. Дисертацію на здобуття наукового ступеня кандидата наук з державного управління на тему «Державний механізм підвищення якості професійної підготовки суддів» за спеціальністю 25.00.02 «Механізми державного управління» захистив у Донецькому державному університеті управління[50].

## Професійні відзнаки
- «Суддя господарського суду» за версією Союзу юристів України
- грамота Судової адміністрації України
- ювілейний знак Вищого господарського суду України «20 років господарським судам України»
- подяка Вищої кваліфікаційної комісії України
- подяка Національної школи суддів України
- нагрудний знак «Правосуддя і справедливість» Вищої кваліфікаційної комісії суддів України